# Стоянцево
 Стоянцево — село в Лежневского районе Ивановской области. Входит в состав Шилыковского сельского поселения.

## География
Находится в юго-западной части Ивановской области на расстоянии приблизительно 14 км на север-северо-запад по прямой от районного центра поселка Лежнево.

## История
В 1859 году здесь (тогда деревня Шуйского уезда Владимирской губернии) было учтено 12 дворов, в 1902 — 13.

## Население
Постоянное население составляло 102 человека (1859 год), 91 (1902), 34 в 2002 году (русские 97 %), 38 в 2010.